# Sankt Henriks ekumeniska konstkapell
Sankt Henriks ekumeniska konstkapell är ett ekumeniskt kapell vid Kaistarudden på ön Hirvensalo i Åbo. Kapellet invigdes under pingsten den 15 maj 2005 och är ritat av arkitekterna Matti Sanaksenaho, Pirjo Papunen och Enrico Garbin. Bildkonstnären och prästen Hannu Konola ritade kapellets glasmålningar.
Konstkapellet används av Evangelisk-lutherska kyrkan i Finland, Ortodoxa kyrkan i Finland, Katolska kyrkan i Finland, Adventistförsamlingen, Baptistförsamlingen, Pingstförsamlingen, Metodistförsamlingen, Frälsningsarmén och Åbo friförsamling.
Kapellsalen har 120 till 200 sittplatser. Vid sidan om religiösa evenemang och förrättningar ordnas även konstutställningar, konserter och diktläsning i kapellet.

## Bildgalleri

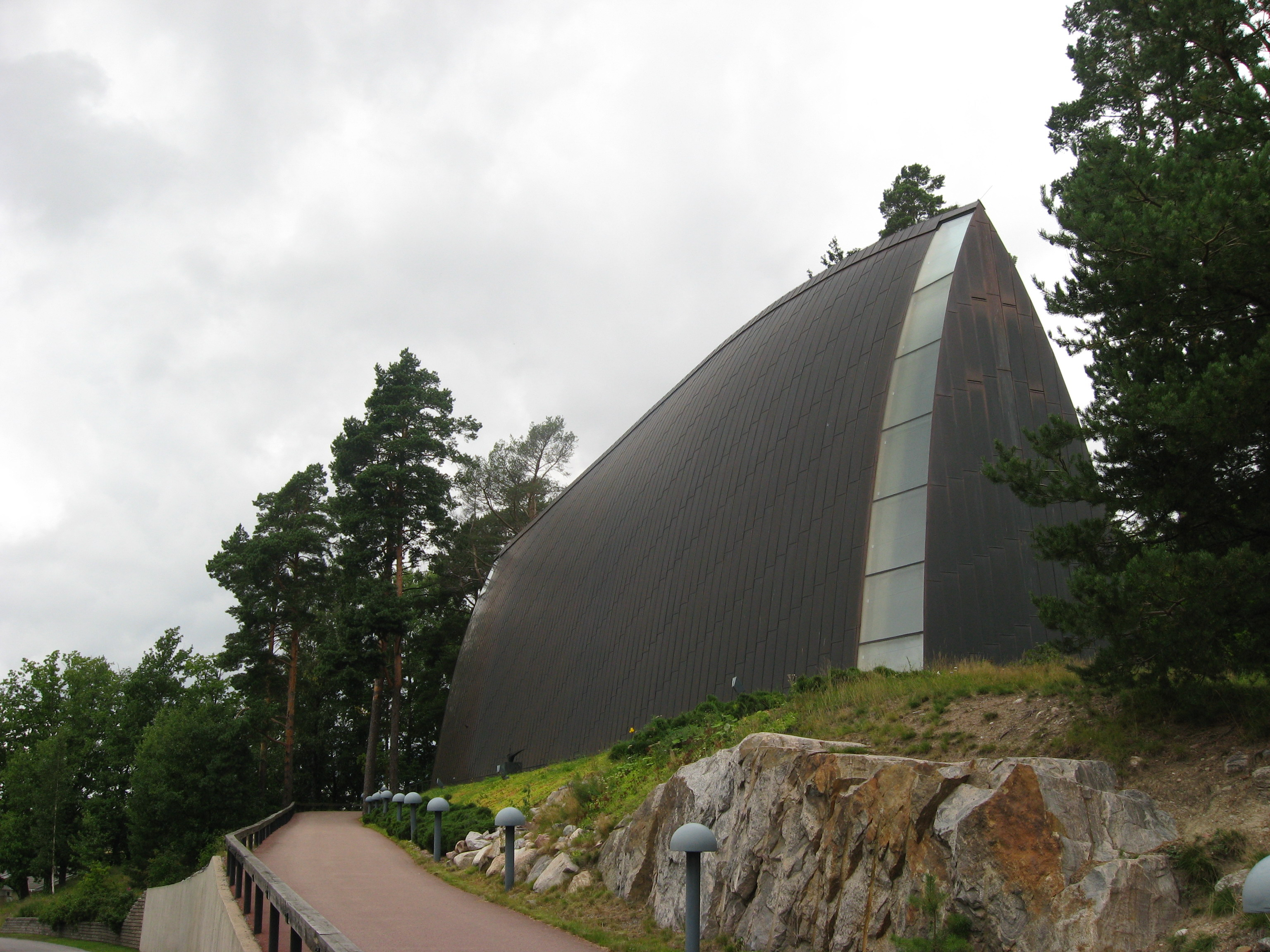
Kapellet från söder.
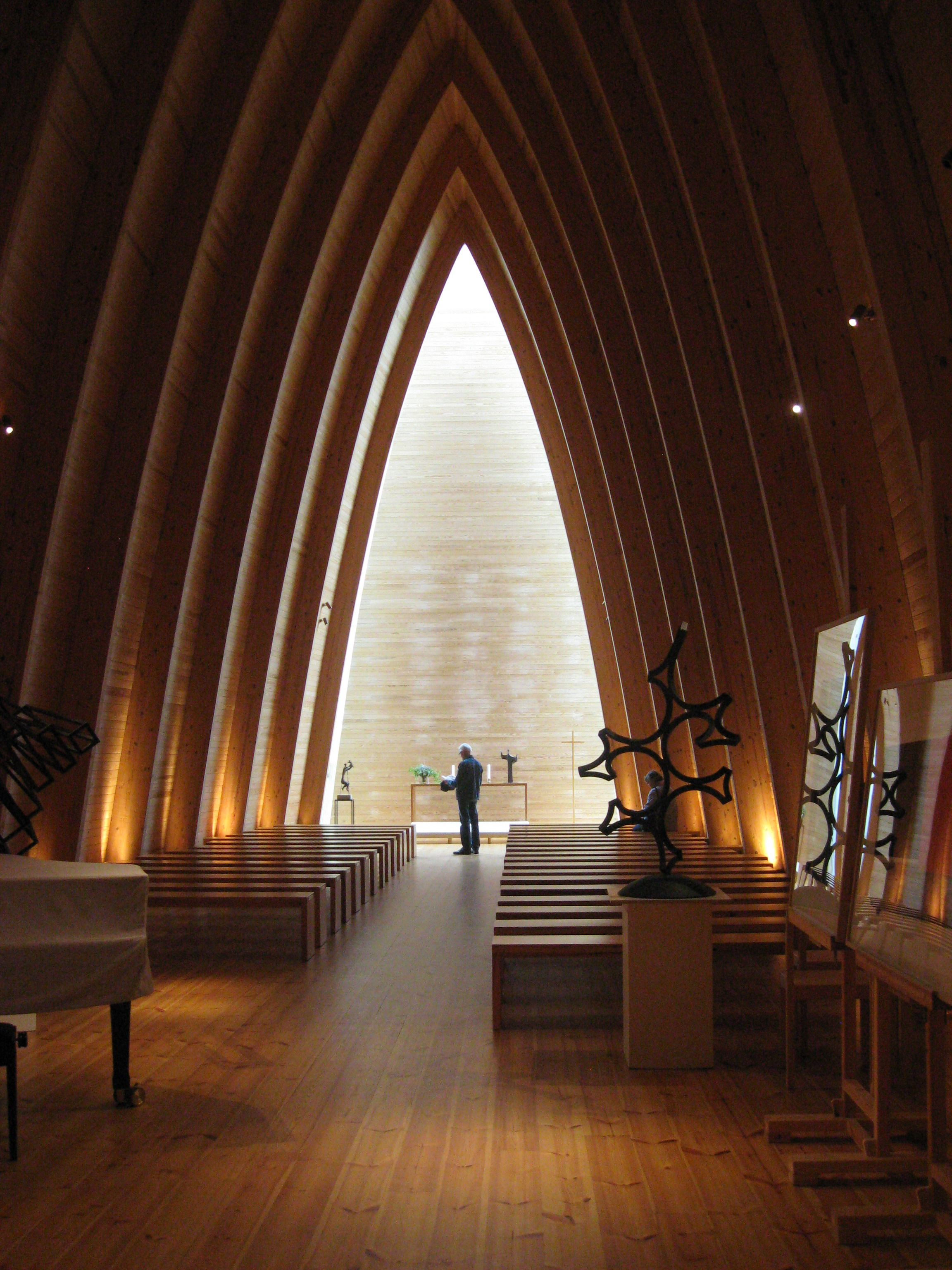
Interiören.